# Hellboy 2
Pour les articles homonymes, voir Hellboy.
Série
Hellboy
(2004) Hellboy
(2019)
Pour plus de détails, voir Fiche technique et Distribution.
Hellboy II : Les Légions d'or maudites ou Hellboy II - L'armée d'or au Québec (Hellboy II: The Golden Army), est un film américano-germano-hongrois écrit et réalisé par Guillermo del Toro et sorti en 2008.
C'est la suite du film Hellboy, également réalisé par Guillermo del Toro, sorti en 2004. Hellboy affronte ici Nuada, le prince des Elfes, qui veut reprendre une ancienne guerre contre les humains. Pour remporter la victoire, Nuada veut reformer les Légions d'Or, une armée de soldats d'or forgée — à la demande des elfes — par les gobelins. Cette armée est contrôlable grâce à une couronne d'or. Après une trêve, la couronne avait été brisée en trois segments : un morceau fut confié aux humains et les deux autres conservés par les elfes, afin que les légions d'or ne soient jamais reformées. Hellboy, Liz Sherman et Abe Sapien, assistés de la sœur de Nuada, vont tenter de l'arrêter, alors que Johann Kraus est envoyé pour diriger le BPRD.
Le film reçoit des bonnes critiques à sa sortie. Il totalise plus de 168 millions au box-office mondial, des résultats jugés décevants par le studio qui annulera les projets de suite et de film dérivé.

## Synopsis
Durant la nuit de Noël 1955, le professeur Trevor Bruttenholm raconte à Hellboy, son fils adoptif l'histoire de la guerre des débuts des temps. Celle-ci a opposé l'alliance des elfes, des ogres et des gobelins au peuple humain. Les Hommes, avides et féroces, attaquèrent les autres peuples afin de s'accaparer leurs terres. Un gobelin vint alors trouver le roi des elfes, Balor, et lui proposa de lui créer une armée invincible mécanique afin de riposter contre l'humanité. Son fils, le prince Nuada, le convainquit d'accepter et, désespéré, Balor envoya ses légions combattre les Hommes. Mais le résultat dépassa tout ce qu'il avait pu imaginer en termes de cruauté et de massacres. Regrettant sa décision, Balor noua une trêve avec les humains, qui stipulait que les créatures pourraient vivre en paix dans les forêts, tandis que les Hommes se contenteraient des villes. Le roi des elfes divisa ensuite en trois morceaux la couronne magique qui lui permettait de commander aux légions d'or, dont il conserva deux fragments. Le troisième fut confié aux humains. Le prince Nuada désapprouva cette trêve, convaincu que l'humanité finirait par la trahir, et partit en exil, jurant de revenir un jour.
Bien des années se sont écoulées. Le prince Nuada est de retour, bien déterminé à récupérer les trois fragments de la couronne afin de ramener à la vie les légions d'Or. Le premier morceau est récupéré dans des enchères, avec l'assistance de son complice, monsieur Wink, et de terrifiantes "petites souris", des créatures ailées qui dévorent tout le monde dans la salle des ventes. Nuada récupère ensuite le second fragment en allant trouver son père, toujours en vie. Ils ont un bref échange, durant lequel Nuada dénonce les crimes que l'Homme a commis au cours des derniers siècles envers la nature, et où il déplore les conditions misérables dans lesquelles vivent ses semblables. Balor refuse de l'aider à restaurer les légions. Son fils le tue alors, et vole sur son cadavre la deuxième pièce. La dernière lui échappe, étant entre les mains de sa sœur jumelle, la princesse Nuala, qui parvient à s'enfuir durant l'affrontement entre son frère et son père, ne voulant pas aider Nuada à se venger des Hommes.
Pendant ce temps, Hellboy et Liz Sherman enquêtent avec d'autres agents sur les meurtres qui ont eu lieu aux enchères. Mais les "petites souris", toujours présentes, se mettent à les attaquer. Tous les agents sont dévorés, exceptés Hellboy, Liz Sherman et Abe Sapien, qui les mettent hors d'état de nuire et capturent l'une d'entre elles. Dans le feu de l'action, Hellboy est contraint de révéler son existence aux humains, au grand déplaisir de ses supérieurs du BPRD, qui s'empressent d'engager un agent pour le surveiller, le professeur Johann Krauss, un spectre de fumée enfermé dans un scaphandre. Ce dernier mène un interrogatoire sur la petite souris qu'ils ont ramené, et apprend qu'elle et ses semblables ont été achetées sur le "marché aux trolls", situé sous le pont de Brooklyn. L'équipe s'y rend immédiatement.
Sur le marché, Abe rencontre la princesse Nuala et réalise qu'elle détient des pouvoirs similaires aux siens. Les deux personnages s'en trouvent rapprochés. Ils sont alors attaqués par le complice du prince, monsieur Wink, qu'Hellboy affronte pour permettre à Abe de conduire la princesse en lieu sûr. Wink meurt à l'issue de l'affrontement, ce que Nuada ne tarde pas à découvrir, grâce aux nombreux espions dont il dispose à travers le marché. Furieux, le prince va à l'encontre des héros et invoque un fondamental (un dieu de la forêt élémentaire) pour les détruire. Après un combat difficile, Hellboy prend le dessus sur la créature géante et est sur le point de la tuer. Le prince Nuada intervient alors, essayant de convaincre le démon de rejoindre ses rangs. Il s'étonne du fait qu'Hellboy se batte aux côtés des humains au lieu d'être avec les créatures fantastiques, auxquelles il appartient. Déchiré, Hellboy hésite longuement, avant de finalement détruire le fondamental. Ce dernier libère alors de grands nuages de pollens qui se mettent à voltiger, semblables à de la neige, tandis que son sang vert fait naitre de la verdure sur le bitume et les voitures qu'il recouvre. La scène est réellement féérique, en même temps que triste. Nuada, pour sa part, s'est volatilisé.
Nos compères emmènent la princesse Nuala au BPRD, voulant la mettre en sécurité. Son frère la retrouve hélas rapidement, uni à elle par un lien magique mystérieux lui indiquant où elle se trouve et lui permettant de lire ses pensées. Ce lien les relient également sur le plan physique : toute blessure infligée à l'un d'eux apparait immédiatement sur le corps de l'autre. Ressentant la présence de son frère qui vient de s'infiltrer dans la base, Nuala dissimule le dernier morceau de couronne dans un livre de poésie qu'elle a lu avec Abe, duquel elle s'est rapproché. Nuada arrive juste après qu'elle a caché le morceau et la menace, mais sa sœur parvient à donner l'alerte. Hellboy, Liz et Abe se précipitent. Un affrontement éclate entre le héros et le prince, durant lequel Hellboy est gravement blessé, recevant un éclat de lance dans le cœur. Nuada se volatilise après avoir exigé que les agents lui remettent rapidement le morceau de couronne restant en échange de la princesse, qu'il enlève.
Abe ne tarde pas à découvrir le fragment dans le livre, mais n'en dit rien aux autres. De son côté, Liz décide d'aller trouver le prince pour le contraindre à soigner Hellboy avant qu'il ne meure, la lance étant impossible à retirer sans magie. Krauss, pris de compassion, accepte de l'aider après lui avoir appris qu'il avait lui-même une personne chère qu'il a autrefois perdu, et que c'est ce malheur même qui l'a finalement amené à devenir un spectre de fumée. Abe, Liz, Hellboy et Krauss défient donc les ordres de leurs supérieurs et volent un avion pour se rendre en Irlande du Nord, où se trouvent les légions d'or. Ils pénètrent dans une cité souterraine, où ils rencontrent un gobelin cul-de-jatte, créateur des légions. Ce dernier accepte de les aider en contrepartie du morceau de lance qui lui plait beaucoup, et les guide jusqu'à l'Ange de la Mort, une créature aux ailes recouvertes d'yeux et pouvant prédire l'avenir. Cette dernière prévient qu'Hellboy détruira le monde dans un futur incertain. Liz insiste tout de même pour qu'il soit secouru. L'Ange retire le morceau de lance, Hellboy est sain et sauf. Liz lui apprend par la même occasion qu'il sera bientôt père.
Le gobelin guide ensuite nos protagonistes au repaire de l'armée d'or, où le prince Nuada les attend. Abe révèle soudain aux autres qu'il avait sur lui le morceau de couronne et le donne à Nuada. Ce dernier enfreint sa parole et invoque les soldats d'or géants afin de tuer le groupe, qui résiste vaillamment. Hellboy, comprenant que vaincre cette armée est impossible, défie Nuada en invoquant son statut de prince des Enfers. Contraint de relever un défi lancé par un membre de sang royal pour conserver son pouvoir sur les légions, Nuada le combat mais finit par perdre. Refusant toutefois sa défaite, il tente d'attaquer Hellboy dans le dos. La princesse Nuala se sacrifie alors, se poignardant elle-même afin que son frère soit tout aussi mortellement blessé. Le prince Nuada meurt après avoir prévenu une dernière fois Hellboy de se méfier des humains, qui se retourneront contre lui un jour ou l'autre. Nuala, elle, meurt dans les bras d'Abe, dévasté, après que ce dernier lui ait confié ses sentiments pour elle.
Les deux elfes morts, Liz récupère la couronne et la détruit en la faisant fondre avec ses pouvoirs, mettant ainsi définitivement fin à l'armée d'or. Pour finir, Hellboy, Liz, Abe et Johann donnent leur démission au BPRD.

## Fiche technique
- Titre original : Hellboy II: The Golden Army
- Titre français : Hellboy II : Les Légions d'or maudites
- Titre québécois : Hellboy II : L'Armée d'or
- Réalisation : Guillermo del Toro
- Scénario : Guillermo del Toro, d'après une histoire de Guillermo del Toro et Mike Mignola, d'après le comic Hellboy de Mike Mignola
- Musique : Danny Elfman
- Direction artistique : Anthony Caron-Delion, John Frankish, Paul Laugier, Csaba Stork, Mark Swain, Judit Varga et Peter Francis
- Décors : Stephen Scott
- Costumes : Sammy Sheldon
- Photographie : Guillermo Navarro
- Son : Michael Keller, Mike Prestwood Smith, Mark Taylor, Christopher Barnett
- Montage : Bernat Vilaplana
- Production : Lawrence Gordon, Lloyd Levin et Mike Richardson

Production déléguée : Chris Symes
Coproduction déléguée : Mike Mignola
Coproduction : John Swallow
- Sociétés de production[2] :
  - États-Unis : Lawrence Gordon Productions, en association avec Dark Horse Entertainment et Relativity Media, avec la participation de Universal Pictures
  - Allemagne : Internationale Filmproduktion Eagle
  - Hongrie : Mid Atlantic Films
- Société de distribution :
  - États-Unis : Universal Pictures
  - Suisse : Universal Pictures International
  - France : Universal Pictures International France[3]
- Budget : 85 millions de $[4]
- Pays de production :  États-Unis,  Allemagne,  Hongrie
- Langue originale : anglais, gaélique, allemand
- Format[5] : couleur (DeLuxe) - 35 mm / D-Cinema - 1,85:1 (Panavision) - son DTS | Dolby Digital | SDDS | DTS (DTS: X)
- Genre : fantastique, action, aventures
- Durée : 120 minutes
- Dates de sortie[6] :
  - États-Unis : 28 juin 2008 (Festival du film de Los Angeles) ; 11 juillet 2008 (sortie nationale)
  - Canada : 11 juillet 2008
  - Hongrie : 21 août 2008
  - Suisse romande : 15 octobre 2008
  - Allemagne : 16 octobre 2008
  - Belgique : 22 octobre 2008
  - France : 29 octobre 2008
- Classification[7] :
  -  États-Unis : Accord parental recommandé, film déconseillé aux moins de 13 ans (certificat #44505) (PG-13 - Parents Strongly Cautioned)[Note 1].
  -  Allemagne : Interdit aux moins de 12 ans (FSK 12).
  -  France : Tous publics avec avertissement (visa d'exploitation no 121499 délivré le 6 octobre 2008)[8].

## Distribution
- Ron Perlman (VF : Jacques Frantz ; VQ : Yves Corbeil) : Hellboy
- Selma Blair (VF : Caroline Lallau ; VQ : Valérie Gagné) : Elizabeth « Liz » Sherman
- Doug Jones (VF : Lionel Henry ; VQ : François Godin) (Abe) et (VQ : Johanne Garneau) (Ange de la mort) : Abraham « Abe » Sapien / l'Ange de la mort / Chambellan
- John Alexander : Johann Krauss / le maître forgeron gobelin de Bethmora
- James Dodd : Johann Krauss
- Seth MacFarlane (VF : Richard Sammel ; VQ : Gilbert Lachance) : Johann Krauss (voix)[Note 2]
- Luke Goss (VF : Jérôme Pauwels ; VQ : Daniel Picard) : le prince Nuada
- Anna Walton (VF : Marie-Eugénie Maréchal ; VQ : Aurélie Morgane) : la princesse Nuala
- Jeffrey Tambor (VF : Jean-Luc Kayser ; VQ : Sylvain Hétu) : Tom Manning
- John Hurt (VF : Gilles Segal ; VQ : Vincent Davy) : Pr Trevor « Broom » Bruttenholm
- Brian Steele (en) : un troll / M. Wink
- Iván Kamarás (en) : agent Steel
- Santiago Segura : un acheteur
- Roy Dotrice : le roi Balor
- Montse Ribé : Hellboy, enfant
- Brian Herring : Silkard / le vendeur de poissons
- Jamie Wilson : le vendeur de chats
- Oliver Simor : agent Gold
- Szonja Oroszlán : la femme avec le bébé
- Jimmy Kimmel : lui-même
- Alex McSweeney : un policier

## Production

### Développement
En mai 2004, alors que le 1er film n'est pas encore sorti dans le monde entier, une suite est annoncée par Revolution Studios, avec toujours Guillermo del Toro derrière la caméra et Ron Perlman devant. Guillermo del Toro pense alors développer une trilogie, avant ce second film prévu pour 2006. Le studio Revolution Studios envisage alors de produire le film et signe un contrat de distribution avec Columbia Pictures, mais en 2006 Revolution Studios fait faillite. En août 2006, Universal Pictures acquiert les droits, dans l'intention de produire et distribuer le film pour l'été 2008.
Guillermo del Toro et Mike Mignola commencent ensuite l'écriture du script, basé sur l'histoire Presque colosse présente dans le tome Le Cercueil enchaîné des aventures de Hellboy, et centrée sur le personnage de Roger l'homoncule. Ils décident finalement d'écrire une histoire totalement originale. Plus tard, Guillermo del Toro présente au studio une histoire autour de quatre Titans autour de l'Eau, le Feu, le Vent et la Terre, avant de les remplacer par des Légions d'or. Le créateur de Hellboy, Mike Mignola, décrit alors l'histoire comme étant « plus proche du folklore et l'aspect “contes fantastiques” de Hellboy. Il n'y a pas de Nazis, de machines et de scientifiques fous ». Entretemps, Guillermo del Toro achève son film Le Labyrinthe de Pan, qui sort fin 2006.

### Attribution des rôles
Les acteurs principaux du premier film sont tous présents dans cette suite, excepté Rupert Evans, qui jouait l'agent John Myers.
Doug Jones, qui reprend ici son rôle d'Abe Sapien, a aussi tenu les rôles de l'Ange de la mort et de Chambellan. Il avait déjà travaillé avec le réalisateur Guillermo del Toro pour Le Labyrinthe de Pan, où il endossait les costumes du Faune et de l'homme de l'ombre. On l'a également aperçu en Surfer d'Argent dans Les Quatre Fantastiques et le Surfer d'argent.
Luke Goss, qui joue le Prince Nuada, a également travaillé avec le réalisateur sur Blade 2. Guillermo del Toro a d'ailleurs écrit le rôle pour lui.
Brian Steele, qui porte le costume de Wink dans le film, a déjà joué des monstres au cinéma : les Hell Knight dans Doom, un des Tartutics de La Jeune Fille de l'eau, une inquiétante créature dans La Crypte ou encore le Tyran de Resident Evil: Extinction. Il était par ailleurs déjà présent dans le premier Hellboy puisqu'il était sous le costume du démon Samaël.
Thomas Kretschmann était le premier choix pour la voix de Johann Kraus, mais le réalisateur ne fut pas satisfait du résultat. Il choisit alors Seth MacFarlane, le célèbre créateur et l'une des voix de la série animée Les Griffin.
Le rôle du Roi Balor est proposé à Christopher Lee, mais revient finalement à Roy Dotrice.

### Tournage
Bien que l'histoire se déroule principalement à New York, le tournage a eu lieu à l'étranger, comme le 1er film. Il s'est déroulé du 8 juin 2007 au décembre 2007. Alors que le premier film est tourné en Tchéquie, celui-ci se déroule principalement à Budapest en Hongrie. Hellboy 2 est d'ailleurs le tout 1er film tourné aux Studios Korda à Etyek. 4 000 mètres carrés ont été aménagés dans une ancienne carrière hongroise pour créer le plateau immense du Marché Troll.
Le tournage s'effectue également à Londres et sur la Chaussée des Géants en Irlande du Nord. Cependant le tournage sur la Chaussée des Géants n'a été que quelques plans aériens.

### Effets visuels
Comme dans le premier film, Guillermo del Toro n'a pas voulu privilégier les effets spéciaux numériques. Il a d'ailleurs créé lui-même de nombreuses créatures, qui n'existaient pas dans l'œuvre originale de Mike Mignola, notamment l'Ange de la mort et Wink, l'âme damnée de Nuada. De plus, les créatures étaient ainsi le plus souvent « jouées » par des comédiens. Brian Steele devait enfiler un costume de 30 kilos pour incarner Wink. Sa main était cependant contrôlée par des marionnettistes.
Le film contient environ 200 créatures et une trentaine de monstres principaux, la scène du marché troll fourmille de monstres et de détails réalisés par des maquettistes.

### Musique
Albums de Danny Elfman
Wanted : Choisis ton destin
(2008) Harvey Milk
(2008)
Bandes originales de Hellboy
Hellboy
(2004)
Alors que Marco Beltrami avait composé la bande originale de Hellboy, c'est ici Danny Elfman qui s'en charge. Dans une bande annonce du film, on peut entendre la chanson Mein Herz brennt du groupe Rammstein. Le générique de fin est Noir by Red Is For Fire composée par Ben Isaac.
Liste des titres
1. Introduction
2. Hellboy II Titles
3. Training
4. The Auction House
5. Hallway Cruise
6. Where Fairies Dwell
7. Teleplasty
8. Mein Herring
9. Father And Son
10. A Link
11. A Troll Market
12. Market Troubles
13. A Big Decision
14. The Last Elemental
15. The Spear
16. A Dilemma
17. Doorway
18. A Choice
19. In The Army Chamber
20. Finale

## Sortie et accueil

### Accueil critique
Aux États-Unis, le film reçoit globalement de bonnes critiques. Sur Rotten Tomatoes, il totalise 87 % d'opinions favorables pour 213 critiques. Sur l'autre agrégateur Metacritic, Hellboy 2 obtient une note moyenne de 78⁄100, pour 36 critiques, ce qui est mieux que pour le 1er film.

### Box-office
Produit pour un budget d'environ 85 millions, le film en rapporte 168 millions de dollars dans le monde, dépassant ainsi les 99 millions du premier film.
| Pays ou région    | Box-office      | Date d'arrêt du box-office | Nombre de semaines |
| ----------------- | --------------- | -------------------------- | ------------------ |
| États-Unis Canada | 75 986 503 $    | 18 septembre 2008          | -                  |
| France            | 408 413 entrées | 29 octobre 2008            | -                  |
| Total mondial     | 168 319 243 $   | 16 juillet 2008            | -                  |

## Distinctions
Entre 2008 et 2009, Hellboy II : Les Légions d'or maudites a été sélectionné 41 fois dans diverses catégories et a remporté 5 récompenses,.

### Distinctions 2008
| Festivals de cinéma                                                      | Catégorie / Récompense                                                     | Nommé(es) / Lauréat(es)  | Nommé(es) / Lauréat(es) |
| ------------------------------------------------------------------------ | -------------------------------------------------------------------------- | ------------------------ | ----------------------- |
| Éditeurs de sons de films                                                | Meilleur montage sonore dans un film en langue étrangère                   | Glen Gathard             | Nomination              |
| Éditeurs de sons de films                                                | Meilleur montage sonore - Effets sonores et bruitages dans un long métrage | Michael Keller           | Nomination              |
| Festival du cinéma américain de Deauville                                | Premières - Hors compétition                                               | Guillermo del Toro       | Nomination              |
| Prix de la bande-annonce d'or                                            | Meilleure bande-annonce de film d’action                                   | -                        | Nomination              |
| Prix du jeune public                                                     | Meilleure scène de bagarre                                                 | Ron Perlman et Luke Goss | Nomination              |
| Prix Rondo Hatton horreur classique (Rondo Hatton Classic Horror Awards) | Meilleur film                                                              | -                        | Nomination              |
| Prix Schmoes d'or (Golden Schmoes Awards)                                | Meilleur film de science-fiction de l'année                                | -                        | Nomination              |
| Prix Schmoes d'or (Golden Schmoes Awards)                                | Meilleurs effets spéciaux de l'année                                       | -                        | Nomination              |
| Prix Schmoes d'or (Golden Schmoes Awards)                                | Meilleur DVD / Blu-Ray de l'année                                          | -                        | Nomination              |
| Prix Scream                                                              | The Ultimate Scream (Meilleur film)                                        | -                        | Nomination              |
| Prix Scream                                                              | Meilleure suite                                                            | -                        | Nomination              |
| Prix Scream                                                              | Meilleur film fantastique / science-fiction                                | -                        | Nomination              |
| Prix Scream                                                              | Meilleur acteur dans un second rôle                                        | Doug Jones               | Nomination              |

### Distinctions 2009
| Festivals de cinéma                                                                                   | Catégorie / Récompense                                                                                       | Nommé(es) / Lauréat(es)                                                                                     | Nommé(es) / Lauréat(es) |
| --- | --- | --- | ----------------------- |
| Académie des films de science-fiction, fantastique et d'horreur - Prix Saturn                         | Prix Saturn du Meilleur film d'horreur                                                                       | - | Lauréat                 |
| Académie des films de science-fiction, fantastique et d'horreur - Prix Saturn                         | Meilleur maquillage                                                                                          | Mike Elizalde                                                                                               | Nomination              |
| Académie des films de science-fiction, fantastique et d'horreur - Prix Saturn                         | Meilleurs effets visuels                                                                                     | Mike Wassel, Adrian De Wet, Andrew Chapman et Eamonn Butler                                                 | Nomination              |
| Association du cinéma et de la télévision en ligne (Online Film & Television Association)             | Meilleure musique, chanson adaptée                                                                           | Christopher Arnold, David Martin, Geoff Morrow et Barry Manilow (Pour la chanson Can't Smile Without You)   | Nomination              |
| Association du cinéma et de la télévision en ligne (Online Film & Television Association)             | Meilleurs maquillages et coiffures                                                                           | Roland Blancaflor, Norman Cabrera, Diana Choi, Mike Elizalde, Thomas Floutz, Deborah Jarvis et Lesley Smith | Nomination              |
| Association du cinéma et de la télévision en ligne (Online Film & Television Association)             | Meilleurs effets visuels                                                                                     | Mike Wassel, Lucy Killick, Adrian De Wet et Eamonn Butler                                                   | Nomination              |
| Éditeurs de sons de films                                                                             | Meilleur montage de musique dans un film                                                                     | Shie Rozow                                                                                                  | Nomination              |
| Éditeurs de sons de films                                                                             | Meilleur montage sonore - Effets sonores, bruitages, dialogues et doublages dans un film en langue étrangère | Scott Martin Gershin, Martín Hernández, Tom Bellfort, Robert Shoup, Dave McMoyler...                        | Nomination              |
| MTV Movie Awards,                                                                                     | Meilleur méchant                                                                                             | Luke Goss                                                                                                   | Nomination              |
| MTV Movie Awards,                                                                                     | Meilleur combat                                                                                              | Luke Goss et Ron Perlman                                                                                    | Nomination              |
| Oscars du cinéma,                                                                                     | Meilleur maquillage                                                                                          | Mike Elizalde et Thomas Floutz                                                                              | Nomination              |
| Prix du cinéma en ligne italien (IOMA) (Italian Online Movie Awards (IOMA))                           | Meilleur maquillage                                                                                          | - | Nomination              |
| Prix du cinéma en ligne italien (IOMA) (Italian Online Movie Awards (IOMA))                           | Meilleurs effets spéciaux                                                                                    | - | Nomination              |
| Prix du Derby d'or                                                                                    | Meilleur maquillage et coiffure                                                                              | Deborah Jarvis et Lesley Smith                                                                              | Nomination              |
| Prix Empire                                                                                           | Meilleur science-fiction / fantastique / super-héros                                                         | - | Nomination              |
| Prix Fangoria Chainsaw                                                                                | Prix Chainsaw du Meilleur film à large diffusion                                                             | - | Lauréat                 |
| Prix Fangoria Chainsaw                                                                                | Prix Chainsaw du Meilleur acteur                                                                             | Ron Perlman                                                                                                 | Lauréat                 |
| Prix Fangoria Chainsaw                                                                                | Prix Chainsaw du Meilleur acteur dans un second rôle                                                         | Doug Jones                                                                                                  | Lauréat                 |
| Prix Fangoria Chainsaw                                                                                | Prix Chainsaw du Meilleur maquillage / créature FX                                                           | Mike Elizalde, David Martí, Montse Ribé et Cliff Wallace                                                    | Lauréat                 |
| Prix Fangoria Chainsaw                                                                                | Meilleur scénario                                                                                            | Guillermo del Toro                                                                                          | Nomination              |
| Prix Fangoria Chainsaw                                                                                | Meilleure actrice dans un second rôle                                                                        | Anna Walton                                                                                                 | Nomination              |
| Prix Hugo                                                                                             | Meilleure présentation dramatique (format long)                                                              | Guillermo del Toro et Mike Mignola                                                                          | Nomination              |
| Prix international de la critique de musique de film (International Film Music Critics Award (IFMCA)) | Meilleure musique originale pour un film fantastique / science-fiction                                       | Danny Elfman                                                                                                | Nomination              |
| Prix internationaux du cinéma en ligne (INOCA) (International Online Cinema Awards (INOCA))           | Meilleurs effets visuels                                                                                     | - | Nomination              |
| Prix internationaux du cinéma en ligne (INOCA) (International Online Cinema Awards (INOCA))           | Meilleur maquillage et coiffure                                                                              | - | Nomination              |
| Société des effets visuels                                                                            | Meilleurs effets visuels dans un film axé sur les effets                                                     | Mike Wassel, Lucy Killick, Adrian De Wet et Eamonn Butler                                                   | Nomination              |
| Société des effets visuels                                                                            | Meilleur personnage animé dans un film d'action en direct                                                    | Colin McEvoy et Christoph Ammann                                                                            | Nomination              |
| Syndicat des acteurs de cinéma et de télévision aux États-Unis                                        | Meilleure équipe de cascadeurs                                                                               | Bradley James Allan, Mark Chapman, Bonnie Morgan, Andrew Owen, Mike Weis et Peng Zhang                      | Nomination              |

## Projets dérivés abandonnés

### Suite
En juillet 2008, Guillermo del Toro exprime son intérêt pour une faire un troisième film : « Je pense que nous reviendrions tous pour faire un troisième Hellboy, s'ils pouvaient attendre que je sorte de la Terre du Milieu, mais nous ne le savons pas. Ron voudra peut-être le faire plus tôt, mais je sais certainement où nous allons avec le film sur le troisième. ». En mai 2010, Guillermo del Toro abandonne la réalisation de la saga Le Hobbit. Peu après, des rumeurs évoquent que Hellboy 3 pourrait donc être son prochain projet mais le cinéaste précise qu'aucun scénario n'est prêt.
En juillet 2012, après avoir été inspiré par un récent événement de l'association Make-A-Wish dans lequel Ron Perlman apparaissait maquillé en Hellboy pour un enfant malade, Guillermo del Toro déclare : « Je peux dire publiquement que maintenant nous essayons ensemble de faire Hellboy 3. »
En avril 2013, dans une interview pour Comic Book Resources, le créateur des comics Hellboy Mike Mignola révèle que la possibilité d'un troisième film semble improbable : « Le plus gros problème que je vois en matière de relations publiques pour le prochain milliard d'années c’est de devoir expliquer sans cesse... qu'il n'y aura pas de film Hellboy 3. »
Le 30 juin 2013, Guillermo del Toro révèle avoir parlé du projet avec Thomas Tull de Legendary Pictures. Il explique : « Je déteste raconter des histoires à ce sujet, mais hier soir, nous étions en train de dîner et Ron a dit : “Je serais très heureux de refaire Hellboy, quand est-ce qu'on fait Hellboy 3 ?” Thomas Tull a dit : “J'adorerais voir" Hellboy 3.” Il n'a pas dit qu'il adorerait le faire, il a juste dit qu'il aimerait le voir, mais aujourd'hui, je vais lui demander. » Ron Perlman partage à son tour son envie : « Tout le monde  ne peut pas faire ce film. J'ai adoré travailler pour Legendary et je sais que pour Guillermo, travailler sur Pacific Rim était l'unes de ses plus grandes expériences. La raison pour laquelle j'ai adoré travailler pour eux est parce que Guillermo était si heureux. Je suis arrivé six mois après le début du tournage et il semblait frais comme une marguerite, simplement parce qu'il travaillait pour quelqu'un qui appréciait et soutenait ses visions extravagantes et ce qu'il voulait mettre à l'écran. Mon souhait immédiat et silencieux était : ne serait-ce pas génial si ces gars entraient et aidaient à résoudre la série Hellboy. »
Guillermo del Toro suggère ensuite de raconter l'histoire de Hellboy 3 sous forme de bande dessinée, mais Mike Mignola est opposé à cette idée.
En juillet 2014, Guillermo del Toro déclare : « Eh bien, vous savez, nous n'avons pas ce film à l'horizon, mais l'idée était de faire en sorte que Hellboy accepte enfin le fait que son destin, son destin inévitable, est de devenir la bête de l'Apocalypse. Et lui et Liz affrontent ce genre de chose, cette partie de sa nature, et il doit le faire, afin de pouvoir ironiquement vaincre l'ennemi qu'il doit affronter dans le 3e film. Il doit devenir la bête de l'Apocalypse pour pouvoir défendre l'humanité, mais en même temps il devient un être beaucoup plus sombre. C'est une fin très intéressante pour la série, mais je ne pense pas que cela arrivera. [...] Malheureusement, d'un point de vue commercial, tout ce que les studios savent, c'est que vous n'avez pas ce filet de sécurité qu'est le DVD et la vidéo, donc ils considèrent le projet comme dangereux,. »
En juillet 2015, le réalisateur déclare que Legendary Pictures pourrait financer Hellboy 3 si Pacific Rim: Uprising est un succès au box-office : « La dure réalité est que le film va nous coûter environ 120 millions de dollars et personne ne frappe à nos portes pour nous les donner. C'est un peu au-delà de Kickstarter. ». L'accord avec Legendary est annulé lorsque Guillermo del Toro renonce à réaliser Pacific Rim: Uprising.
En février 2017, Guillermo del Toro announce sur Twitter : « Must report that 100% [Hellboy 3] will not happen » (« Je dois signaler à 100% [Hellboy 3] n'arrivera pas »).
En juillet 2019, Ron Perlman affirme qu'il aimerait toujours clore la trilogie avec del Toro, malgré la sortie du reboot réalisé par Neil Marshall. En janvier 2022, l'acteur encourage Guillermo del Toro à poursuivre la suite, affirmant qu'ils le devaient aux fans et que « ce serait une conclusion épique. »
En septembre 2023, Ron Perlman déclare qu'il était toujours intéressé à faire ce troisième film avec Guillermo del Toro pour compléter la trilogie.

### Spin-off
En 2010, Universal engage Peter Briggs pour écrire le scénario d'un film spin-off sur le prince Nuada. Il est par ailleurs envisagé que Peter Briggs en soit également le réalisateur avec un tournage prévu en Nouvelle-Zélande. Peter Briggs collabore avec le scénariste Aaron Mason. Intitulé Hellboy: Silverlance, le scénario était une histoire sur le BPRD mettant en vedette Abe Sapien comme personnage principal, avec Hellboy dans un rôle secondaire. Alors que le BPRD emménage dans un nouveau quartier général dans le Colorado, Abe est troublé par sa connexion psychique avec la princesse Nuala et entreprend des recherches sur l'histoire des elfes. Le film aurait montré les aventures de Nuada à travers l'histoire, y compris sa rivalité avec une fée courtisane. Nuada rencontre pour la première fois Monsieur Wink en le sauvant d'une troupe de soldats pendant l'Inquisition espagnole. Nuada élabore ensuite un pacte avec les nazis pour assurer la sécurité des entités surnaturelles pendant la Seconde Guerre mondiale. Nuada et Karl Ruprecht Kroenen (en) s'affrontent par ailleurs dans un combat « amical ». Doug Jones aurait joué à la fois Abe et l'Ange de la Mort, qui conclut un marché avec Nuada. L'agent John Myers, incarné par Rupert Evans dans le premier film, devait également faire son retour. Universal voulait poursuivre le projet, mais alors que le statut de Hellboy 3 est incertain, Silverlance sera abandonné.
En 2015, Peter Briggs est à nouveau contacté par Universal. Le studio précise qu'après l'abandon de Hellboy 3, lui et Aaron Mason, peuvent retravailler le script Silverlance, pour un projet impliquant le producteur Lawrence Gordon. Le studio impose seulement que Hellboy n'apparaisse pas. Les scénaristes ont réussi à faire apparaître le personnage au point culminant. En cas de succès, le film aurait lancé une série dérivée Des archives du B.P.R.D.. En mai 2017, Peter Briggs affirme, alors qu'un reboot est annoncé, que son projet Silverlance est mort.